# Achan

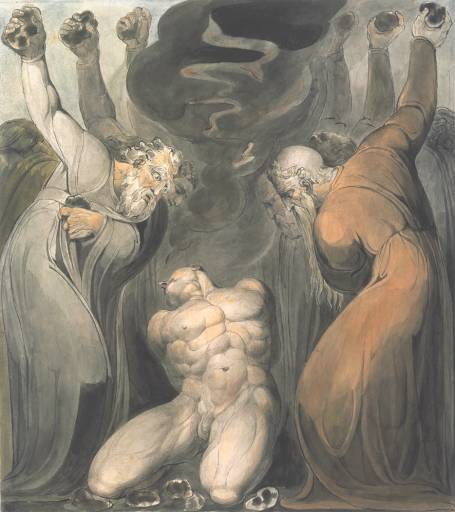
Steinigung des Frevlers, (William Blake; ca. 1800).

Achan (hebräisch עָכָן ‘ākhān (Jos 7  und Jos 22,20 ) und hebräisch עָכָר ‘ākhār 1 Chr 2,7 , altgriechisch Αχαρ), der Sohn des Karmi, des Sohnes Sabdis, des Sohnes Serachs, aus dem Stamm Juda war ein verurteilter Sünder im Alten Testament.
Gemäß der Legende von der gescheiterten Eroberung von Ai während der Landnahme der Israeliten war Achan der Verursacher dieser (vorläufigen) Niederlage.
Bei der zuvor erfolgten Eroberung Jerichos hatte der Führer Josua die gesamte Stadt unter den Bann gestellt (Jos 6,17 ), sie also der priesterlichen Verfügung unterstellt und damit dem direkten Zugriff der Eroberer entzogen. Achan behielt jedoch Teile des Banngutes für sich (Jos 7,1 ): einen babylonischen Mantel, zweihundert Silberschekel und einen fünfzig Schekel wiegenden Goldbarren (Jos 7,21).
Darauf entbrannte der Zorn Gottes nicht nur über den Dieb, sondern das gesamte Volk, woraufhin er diesem vor Ai eine militärische Schlappe beifügte. Im Gebet erfuhr Josua, die Verletzung des Banngebotes sei dafür die Ursache gewesen (Jos 7,10–13 ) sowie den Hinweis, den Namen des Delinquenten über ein Losorakel (Auswahlorakel) zu ermitteln. Das göttliche Los siebte aus den Stämmen Juda, aus Juda die Sippe Serach, aus dieser wiederum die Großfamilie Sabdi und aus ihr schließlich Achan heraus. Derart überführt, erkannte er auf Josuas Verlangen Gottes Gerechtigkeit an, bekannte sich schuldig, zählte das Gebannte auf, das er an sich genommen hatte, und gab das Versteck preis, eine Grube im Zelt.
Dem Gesetz entsprechend wurden der Straftäter mitsamt seiner Familie im „Tal Achor“ (wohl die Ebene Buqē‘a) gesteinigt und samt Besitz (u. a. und das Silber, den Mantel, die Goldzunge, sein Rind, seinen Esel, sein Kleinvieh, sein Zelt), Söhnen und Töchtern verbrannt. Die Geschichte enthält daher Elemente einer ätiologische Sage, die den dort befindlichen Steinhaufen erklärt. Allerdings ist wohl kaum davon auszugehen, dass die ätiologische Herleitung der Hauptgrund für die Erzählung ist, sondern dass sie sekundär ist. Primär geht es um die Erklärung des Gebannten bzw. der Vernichtungsweihe. Dabei gibt es drei Ebenen zu identifizieren:
- der Akt der Vernichtungsweihe (Jos 7,1a)
- das der Vernichtungsweihe bestimmte Gut (Jos 7,1b.15b)
- die vom Bannfluch angesteckte Personen (Jos 7,12.13)

Die Struktur der Passage des Auswahlorakels folgt der Schilderung der Königswahl des Saul (1 Sam 11 ).
Die Härte in der Verfolgung von missbrauchtem Vertrauen klingt im Neuen Testament im Gleichnis von den anvertrauten Talenten sowie der Geschichte von Ananias und Saphira (Apg 5,1–10 ) wieder an.